# Sainte-Suzanne-et-Chammes
Sainte-Suzanne-et-Chammes es una comuna nueva francesa situada en el departamento de Mayenne, de la región de Países del Loira.

## Historia
Fue creada el 1 de enero de 2016, en aplicación de una resolución del prefecto de Mayenne de 10 de octubre de 2015 con la unión de las comunas de Chammes y Sainte-Suzanne, pasando a estar el ayuntamiento en la antigua comuna de Sainte-Suzanne.

## Demografía
| Gráfica de evolución demográfica de Sainte-Suzanne-et-Chammes entre 1800 y 2013 |
|                                                                                 |

Los datos entre 1800 y 2013 son el resultado de sumar los parciales de las dos comunas que forman la nueva comuna de Sainte-Suzanne-et-Chammes, cuyos datos se han cogido de 1800 a 1999, para las comunas de Chammes y Sainte-Suzanne de la página francesa EHESS/Cassini. Los demás datos se han cogido de la página del INSEE.

## Composición
| Comuna delegada | Código INSEE | Población (2013) | Superficie (km²) | Densidad (hab./km²) |
| --------------- | ------------ | ---------------- | ---------------- | ------------------- |
| Chammes         | 53050        | 347              | 21.06            | 16                  |
| Sainte-Suzanne  | 53255        | 991              | 23.14            | 43                  |